# Ió poliatòmic

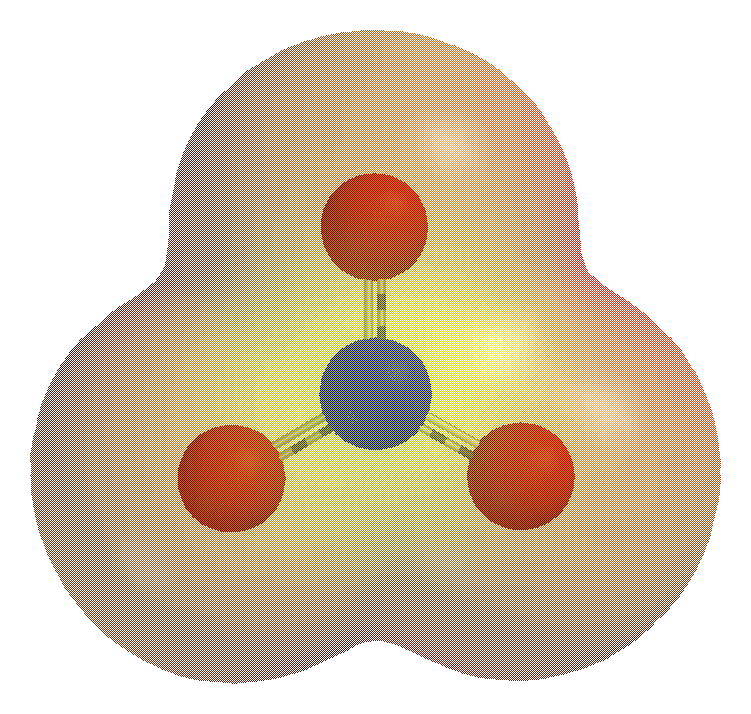
Un mapa del potencial elèctric de l'ió nitrat (NO₃^{−}). Les zones de color vermell són d'energia més baixa que les de color groc

Un ió poliatòmic, també conegut com a ió molecular, és una espècie química (ió) carregada composta de dos o més àtoms enllaçats amb un enllaç covalent o un complex químic metàl·lic que es pot considerar com que actua com una única unitat en el context de la química d'àcid base en la formació de sals. El prefix «poli» significa «moltes» en grec, però fins i tot ions de dos àtoms es consideren habitualment com poliatòmics. En la bibliografia química més antiga, un ió poliatòmic també es refereix a un radical químic i menys freqüentment a un grup radical.En l'ús contemporani, el terme radical es refereix a radical lliure els quals no són necessàriament espècies químiques carregades amb un electró no aparellat.
Per exemple un ió hidròxid està fet un d'un àtom d'oxigen i un àtom d'hidrogen, i la seva fórmula química és OH−. Té una càrrega elemental de −1. Un ió amoni està format per un àtom de nitrogen i quatre àtoms d'hidrogen: la seva fórmula química és NH4+. La seva càrrega és de +1.
Un ió poliatòmic sovint pot ser considerat com un àcid conjugat o base conjugada d'una molècula neutra. Per exemple l'anió sulfat, SO42−, deriva de l'àcid sulfúric H₂SO₄ que es pot veure com SO₃ + H₂O.

## Nomenclatura
Hi ha dues regles que es poden usar per aprendre la nomenclatura dels ions poliatòmics. La primera, quan s'afegeix el prefix bi- a un nom.
La segona regla considera el nombre d'oxígens en un ió. Considerar la família de l'oxoanió clor:
| estat d'oxidació | −1               | +1                   | +3               | +5               | +7                  |
| nom d'anió       | clorur           | hipoclorit           | clorit           | clorat           | perclorat           |
|                  |                  |                      |                  |                  |                     |
| estructura       | The chloride ion | The hypochlorite ion | The chlorite ion | The chlorate ion | The perchlorate ion |

## Exemples d'ions poliatòmics comuns
| Anions           | Anions                           |
| ---------------- | -------------------------------- |
| Acetat (etanoat) | {\displaystyle CH_{3}COO^{-}}    |
| Benzoat          | {\displaystyle {\ce {C6H5COO-}}} |
| Hidrogencarbonat | {\displaystyle HCO_{3}^{-}}      |
| Carbonat         | {\displaystyle CO_{3}^{2-}}      |
| Cianur           | {\displaystyle {\ce {CN-}}}      |
| Hidròxid         | {\displaystyle HO^{-}}           |
| Nitrat           | {\displaystyle NO_{3}^{-}}       |
| Fosfat           | {\displaystyle PO_{4}^{3-}}      |
| Sulfat           | {\displaystyle SO_{4}^{2-}}      |

| Cations    | Cations                      |
| ---------- | ---------------------------- |
| Amoni      | {\displaystyle NH_{4}^{+}}   |
| Oxoni      | {\displaystyle {\ce {H3O+}}} |
| Mercuri I  |                              |
| ió tropili |                              |